# Josef Matoušek starší
Josef Matoušek (25. května 1876 Železný Brod – 4. června 1945 Praha) byl československý politik, ministr a poslanec Národního shromáždění za Československou národní demokracii, pak senátor za Národní sjednocení.

## Biografie
Už počátkem 20. století se politicky angažoval v České straně pokrokové.
V letech 1918-1920 zasedal v Revolučním národním shromáždění za Českou státoprávní demokracii, později za Československou národní demokracii.
V parlamentních volbách v roce 1920 získal poslanecké křeslo v Národním shromáždění. Mandát v parlamentních volbách v roce 1925 obhájil a do parlamentu se dostal i po parlamentních volbách v roce 1929. Podle údajů k roku 1929 byl povoláním vrchním soudním radou v Praze.
Později přešel do horní komory parlamentu. V parlamentních volbách v roce 1935 získal senátorské křeslo v Národním shromáždění. V senátu setrval do jeho zrušení v roce 1939, přičemž krátce předtím ještě v prosinci 1938 přestoupil do nově vzniklé Strany národní jednoty.
Koncem 20. let 20. století patřil k pragmatickému průmyslovému křídlu národní demokracie, které mírnilo protibenešovské a protiněmecké postoje radikálů. Vlivným představitelem v rámci strany zůstal i po sjezdu v roce 1933. Matoušek se podílel na vládě jako ministr. V druhé vládě Františka Udržala a první vládě Jana Malypetra v letech 1929-1934 zastával post ministra průmyslu, obchodu a živností. V roce 1934 ale vládu opustil stejně jako celá národní demokracie kvůli nesouhlasu s devalvací koruny. V roce 1937 patřil Matoušek k odpůrcům vypuzení Jiřího Stříbrného z Národního sjednocení, do kterého národní demokraté mezitím vplynuli.
Jeho synem byl historik a pedagog Josef Matoušek, popravený nacisty roku 1939.